# 그렉시트
그렉시트(영어: Grexit)는 그리스의 유로존 탈퇴를 의미하는 신조어이다. Greece(그리스)와 exit(엑시트)의 합성어로, 씨티 그룹의 수석 분석가인 윌렘 바우터가 2012년 2월 6일 발표한 보고서에서 그리스가 유로존을 이탈하고 구 화폐인 드라크마를 다시 사용할 수 있음을 의미한 단어로 처음 사용된 이후부터 대중 매체 등에서도 사용되고 있다.

## 배경

### IMF의 경제 예측
국제 통화 기금(IMF)는 그리스 경제에 대한 전망치가 너무 낙관적이라는 것을 인정했다. 2010년에 그리스 최초의 구제 조치 프로그램을 유로존에 다른 취약 회원을 보호할 방화벽을 구축할 시간을 벌어줄 현상 유지책이라고 표현했지만 2012년 그리스의 실업률이 25%가 되었다. IMF는 긴축 프로그램이 그리스 경제에 미칠 손실을 과소평가했다고 인정했고 추가적으로 그리스의 채무에 관해서 IMF가 더 일찍 채무 개혁을 고려했어야 한다고 했다. 2010년에 IMF는 2011년 이후 동부 유럽 국가들의 실질소득이 성장할 것이라고 예측했으나 경제는 계속 수축되었고 2013년의 그리스 GDP는 2008년의 GDP의 약 76%를 기록했다.

## 2012 플랜Z
플랜Z는 그리스 은행의 붕괴에서 그리스가 유로존을 탈퇴할 수 있게 하는 2012년의 계획에 붙여진 이름이다. 이 계획은 브뤼셀의 EU 위원회, 프랑크프루트의 유럽 중앙 은행, 워싱턴의 IMF의 소규모 팀에 의해 비밀로 작성되었다. 미리 공개되는 것을 방지하기 위해 문서도 작성되지 않았고 이메일도 주고받지 않았으며 그리스 관계자들도 통지받지 못했다. 또한, 이 계획은 미국에 의한 이라크의 디나르 도입을 기반으로 하였고 TARGET2 시스템 단절, ATM 폐쇄, 자본과 통화 통제 부과를 통한 그리스 은행의 고립을 포함하여 처음부터 그리스 경제와 금융 제도를 재구축하도록 하였다.

## 세계 경제에 대한 예상 효과

### 유럽 경제에 대한 효과
클라우디아 판세리(Claudia Panseri)는 그리스가 무질서하게 유로존에서 탈퇴한다면 유로존 주식 가치가 50%까지 급락할 것이라고 추측했다. 다른 유럽 국가들의 채권 수익률이 1%p에서 2%p까지 증가할 수도 있다고 했다.

### 세계 경제에 대한 효과
독일 은행에 따르면, 2010년에 유럽은 세계 무역량의 25%를 차지했다. 유럽에서의 경제 불황은 범세계적이고 느린 세계 성장으로 이어질 것이다. 그러나 그리스는 유럽 GDP의 2%도 안 되는 아주 작은 부분만을 나타낼 뿐이다.

## 적법성
법률 문헌에 따르면 EU에서 이탈하지 않고 일방적으로 유로존에서 탈퇴할 수 있는 지에 대한 문제는 논란의 여지가 있다. 옌스 뎀만(Jens Dammannn)은 특정 조건 하에서, 회원국이 유럽 연합(EU)를 떠나지 않고 유로존에서 탈퇴할 수 있다는 관점을 취하고 있다.

## 같이 보기
- 브렉시트